# 范紹
范 紹（はん しょう、生年不詳 - 528年）は、北魏の官僚。字は始孫。本貫は敦煌郡龍勒県。

## 経歴
12歳のとき、父の命を受けて学問をはじめ、崔光に師事した。父が死去すると、学業を止めようとしたため、母が范紹を諫めて再び学問におもむかせた。
太和初年、太学生となり、算生に転じて、経書や史書に広く通じた。492年（太和16年）、孝文帝に選抜されて門下通事令史となり、録事に転じて、奏上の文案を担当した。侍中の李沖や黄門の崔光に重用されて、宮中の奏上文の多くは范紹の手に委ねられた。孝文帝は近臣に対して、「崔光の従容たるは、范紹の力なり」と評した。しばらくして強弩将軍・積弩将軍・公車令に転じ、給事中を加えられ、羽林監となった。
景明年間、揚州刺史の任城王元澄が鍾離への攻撃を願い出たので、范紹は宣武帝の命を受けて協議のために寿春に赴いた。元澄は10万の兵を率いて南進したいと、軍資の支援を求めたが、范紹は兵糧の不足を理由に攻撃を断念するよう説いたので、元澄はやむなく聞き入れた。503年（景明4年）になって、元澄はついに鍾離を攻撃したが、勝利できずに撤退した。
まもなく范紹は長兼奉車都尉に任じられ、右都水使者に転じた。母が死去したため辞職して喪に服した。504年（正始元年）、寧遠将軍・郢州龍驤府長史として起用され、義陽郡太守を兼ねた。その年の冬、洛陽への帰還を命じられた。朝廷は南征の計画を念頭に、范紹に河北数州の田兵2万5千人と淮水沿岸の戍兵5万人あまりを率いさせて、広く屯田を開かせた。范紹は西道六州営田大使となり、歩兵校尉の任を加えられた。507年（正始4年）2月、宣武帝の命を受けて、鍾離攻撃にあたっていた中山王元英のもとを訪れ、戦況を議論した。元英は必勝を確言したが、范紹は鍾離城の防備を見て、陥すことはできないだろうと予見した。范紹は撤退を勧めたが、元英は従わなかった。范紹は洛陽に帰ると、宣武帝に事情を報告した。范紹の予見通り元英は鍾離で敗戦した（鍾離の戦い）。
宣武帝は徐州と豫州の境に新たな州を立てようと、范紹に治所にふさわしい場所を推薦させた。范紹は譙城が要衝として州治を置くにふさわしいと進言したため、宣武帝は南兗州を立てさせた。范紹は入朝して主衣都統となり、中堅将軍の号を加えられ、前軍将軍に転じた。かつての屯田経営の功績により、游撃将軍の号を受けた。次いで都統のまま龍驤将軍・太府少卿となった。さらに長兼太府卿に転じた。後に安北将軍・并州刺史として出向し、その統治は清廉で穏健なものであったが、山胡の侵入に対処できず、声望を損なった。洛陽に召還されて太府卿となった。528年（建義元年）4月、河陰の変により殺害された。

## 伝記資料
- 『魏書』巻79 列伝第67
- 『北史』巻46 列伝第34